# 宇野秀次郎
宇野 秀次郎（うの ひでじろう、1893年3月28日 - 1969年5月29日）は、日本の政治家。衆議院議員（1期）。

## 経歴
北海道出身。上智大学に学ぶ。北海道議、札幌市農業会長、札幌市消防団長となる。
1949年の第24回衆議院議員総選挙では北海道1区から民主自由党公認で立候補して当選した。衆議院議員を1期務めた。この間、自由党幹事となった。1952年の第25回衆議院議員総選挙で落選。翌1953年の第26回衆議院議員総選挙でも落選（分党派自由党）。1955年の第27回衆議院議員総選挙でも落選した（日本民主党）。
このほか石狩蔬菜出荷組合長、札幌蔬菜果実荷受組合長、北海道種苗生産業会長、札幌畜産加工各（株）取締役社長、北海道人事委員会委員、北海道農産肥料商業協同組合理事長、北海道人事委員、北海道甜菜業振興会副会長、北海道特産農事（株）社長なども務めた。1969年5月29日死去、76歳。死没日をもって勲三等瑞宝章追贈、正八位から正五位に叙される。